# 上村亘
上村 亘（かみむら わたる、1986年12月10日 - ）は、日本将棋連盟所属の将棋棋士。中村修九段門下。棋士番号は288。東京都中野区出身、杉並区在住。東京都立西高等学校、慶應義塾大学理工学部数理科学科卒業。

## 棋歴
幼稚園の頃、アマチュア四段の父に教わったことが将棋を始めたきっかけであった。
1998年9月、6級で奨励会に入会。直後に7級に降級し、5級昇級までに2年弱を費やした。
以降も18歳の誕生日直前にようやく初段となり、そこから二段まで2年半、二段から三段まで3年3ヶ月を費やすなど、後にプロ棋士となる奨励会員としては、著しい苦労をした。
24歳で迎えた第48回（平成22年後期）より三段リーグに参加。好不調の波はあったものの、4期目となる第51回（平成24年前期）で14勝4敗の成績（優勝）を修め、25歳（26歳の年齢制限まであと1期しか猶予がない状態）でプロ入り。
第24回（2012年）新人王戦には、奨励会三段として出場したが1回戦で敗れた。

### プロデビュー後
デビューとなった2013年度は2桁勝利をあげたが、第72期C級2組順位戦に白星が集まらず3勝7敗に終わり、順位戦1年目でいきなり降級点となる不運な年であった。
2014年度は順位戦で5勝5敗となり、前年度に続いての負け越しを阻止した。
2015年度は第57期王位戦と第64期王座戦でそれぞれ予選決勝・二次予選決勝まで勝ち進むが、何れも敗退した。順位戦でも苦戦したが、最終局で岡崎洋に勝利し、辛うじて4勝目を挙げて降級点を回避した（逆に岡崎はこの敗戦で2つ目の降級点となった）。
第2回（2016年度）叡王戦への不参加を表明。理由について連盟から公式発表はないが、一門のイベントで中村修がファンに謝罪している。本人も「将棋ファンを心配させて申し訳ない」「理由はいくつかあるが、今は伏せておく」「今後は、他の棋戦で頑張る」という内容をネットで述べている。
2017年度は、第76期順位戦で初めて6勝4敗の勝ち越しとなった。また、第26期銀河戦では藤井聡太に後手番で勝利。結果的に、対藤井として「初めて後手番で勝利した棋士」となった。
2018年10月30日、第31期竜王6組昇級者決定戦 決勝（対牧野光則五段）に勝ち、5組昇級を決めた。
2019年度は第61期王位戦の予選を4連勝で突破し、初めての王位リーグ入り。白組リーグ戦の結果は藤井聡太にリベンジされる等苦戦し、2勝3敗で陥落となったものの、順位戦A級の稲葉陽と竜王戦1組の阿部健治郎に勝利する活躍を見せた。また、年度の全成績は21勝20敗となり、1年度を通して初めての勝ち越しになった。
2020年度は、第46期棋王戦予選決勝で都成竜馬を破り本戦に出場。本戦トーナメントでも竜王名人の豊島将之に勝利する活躍を見せた。
2021年度はデビュー以来最大の不調となり、年度で8勝18敗と一桁台の勝ち星に終わった。成績の内訳を見ても、第80期順位戦では2勝8敗で2つ目の降級点となり、第34期竜王戦の5組残留決定戦では桐山清澄に敗れて6組へ降級、と厳しい状況が続いた。
2022年度は第81期順位戦で最終局を残して6勝目の勝ち越しを決め、降級点を1つ抹消させた。

## 棋風
- 本人によると、居飛車党であるという[4]。横歩取りを採用することが多い[8]。
- 終盤巧者として知られ、詰将棋解答選手権によく参加し、2015年度チャンピオン戦では入賞している[9][出典無効]。

## 人物
- 慶應義塾大学在学（出身）者がプロ棋士となったのは初のケース。これについて上村自身は「過去にいないという意味では名誉なことだと思っています。」と述べた[3]。
- 父は数学者で東京海洋大学名誉教授の上村豊[6]。弟の上村剛はサントリー学芸賞受賞の政治学者[10]。
- 奨励会には14年間在籍。「17歳（2級）のときに辞めようと思ったことがある。」と2022年のインタビューで明かしている[6]。
- ネット上ではtwitterでマクドナルドにきた女子高生の会話を聞いて内容をつぶやいたり、弟はじめ家族の珍発言をブログに記す[11][出典無効]など、ひょうきんな面を持った親しみやすい棋士である。物真似が得意[12]。普及面でも、連盟道場でアマチュアを指導するなど将棋ファンとのふれあいを大切にしている。
- 将棋連盟の野球部「キングス」に所属している[13]。
- 2017年には、将棋漫画『将棋めし』（松本渚）のドラマ化にあたって将棋部分の監修を行っていて、カメオ出演もしている。
- 横浜DeNAベイスターズファン[14]。
- 2022年6月29日、第8期叡王戦の五段予選で若手実力者の斎藤明日斗を相手に勝勢を築くものの、秒読みに追われて悪手を指して大逆転負け。この敗戦で7連敗になった事もあり、「悔しくてずっと眠れなかった。頭の中を将棋盤が回転し続けていた。明日斗君を相手に会心の将棋を指せたのに、最後の最後に(間違えた)。あの将棋を落とすならもう勝てる将棋なんてないんじゃないかという思いもあった」と語る程のダメージを受けた。そのため当日夜は酒の勢いに任せてTwitterに心情を吐露したものの、心配した多くのファンや棋士仲間から支えの言葉を貰ったこともあり、「ご心配をお掛けした皆様には本当に申し訳なく思っています」と振り返っている[15]。
- 2025年には、映画『盤上の向日葵』の将棋監修を飯島栄治とともに務める。

## 昇段履歴
昇段規定は、将棋の段級 を参照。
- 1998年09月00日 : 6級 = 奨励会入会
- 2004年11月00日 : 初段
- 2007年05月00日 : 二段
- 2010年08月00日 : 三段（第48回奨励会三段リーグ＜2010年度後期＞からリーグ参加）
- 2012年10月01日 : 四段（第51回奨励会三段リーグ1位） = プロ入り
- 2019年10月10日 : 五段（勝数規定/公式戦100勝、通算100勝120敗）[16]

## 主な成績

### 在籍クラス
| 開始 年度 | (出典)順位戦出典 | (出典)順位戦出典 | (出典)順位戦出典 | (出典)順位戦出典 | (出典)順位戦出典 | (出典)順位戦出典 | (出典)順位戦出典 | (出典)順位戦出典 | (出典)竜王戦出典 | (出典)竜王戦出典 | (出典)竜王戦出典 | (出典)竜王戦出典 | (出典)竜王戦出典 | (出典)竜王戦出典 | (出典)竜王戦出典 | (出典)竜王戦出典 | (出典)竜王戦出典 | (出典)竜王戦出典 |
| 開始 年度 | 期               | 名人             | A級              | B級              | B級              | C級              | C級              | 0                | 期               | 竜王             | 1組              | 2組              | 3組              | 4組              | 5組              | 6組              | 決勝 T           |                  |
| 開始 年度 | 期               | 名人             | A級              | 1組              | 2組              | 1組              | 2組              | 0                | 期               | 竜王             | 1組              | 2組              | 3組              | 4組              | 5組              | 6組              | 決勝 T           |                  |
| --- | ---------------- | ---------------- | ---------------- | ---------------- | ---------------- | ---------------- | ---------------- | ---------------- | ---------------- | ---------------- | ---------------- | ---------------- | ---------------- | ---------------- | ---------------- | ---------------- | ---------------- | ---------------- |
| 2012 | 71               | 四段昇段前       | 四段昇段前       | 四段昇段前       | 四段昇段前       | 四段昇段前       | 四段昇段前       | 四段昇段前       | 26               |                  |                  |                  |                  |                  |                  | 6組              | --               | 0-2              |
| 2013 | 72               |                  |                  |                  |                  |                  | C243x            | 3-7              | 27               |                  |                  |                  |                  |                  |                  | 6組              | --               | 3-2              |
| 2014 | 73               |                  |                  |                  |                  |                  | C242*            | 5-5              | 28               |                  |                  |                  |                  |                  |                  | 6組              | --               | 2-2              |
| 2015 | 74               |                  |                  |                  |                  |                  | C226*            | 4-6              | 29               |                  |                  |                  |                  |                  |                  | 6組              | --               | 0-2              |
| 2016 | 75               |                  |                  |                  |                  |                  | C233*            | 5-5              | 30               |                  |                  |                  |                  |                  |                  | 6組              | --               | 2-2              |
| 2017 | 76               |                  |                  |                  |                  |                  | C225*            | 6-4              | 31               |                  |                  |                  |                  |                  |                  | 6組              | --               | 5-1              |
| 2018 | 77               |                  |                  |                  |                  |                  | C216*            | 4-6              | 32               |                  |                  |                  |                  |                  | 5組              |                  | --               | 2-2              |
| 2019 | 78               |                  |                  |                  |                  |                  | C233*            | 4-6              | 33               |                  |                  |                  |                  |                  | 5組              |                  | --               | 3-2              |
| 2020 | 79               |                  |                  |                  |                  |                  | C234*            | 6-4              | 34               |                  |                  |                  |                  |                  | 5組              |                  | --               | 0-3              |
| 2021 | 80               |                  |                  |                  |                  |                  | C224*x           | 2-8              | 35               |                  |                  |                  |                  |                  |                  | 6組              | --               | 1-2              |
| 2022 | 81               |                  |                  |                  |                  |                  | C249*+           | 6-4              | 36               |                  |                  |                  |                  |                  |                  | 6組              | --               | 0-2              |
| 2023 | 82               |                  |                  |                  |                  |                  | C221*x           | 3-7              | 37               |                  |                  |                  |                  |                  |                  | 6組              | --               | 2-2              |
| 2024 | 83               |                  |                  |                  |                  |                  | C243**           |                  | 38               |                  |                  |                  |                  |                  |                  | 6組              | --               |                  |
| 順位戦、竜王戦の 枠表記 は挑戦者。右欄の数字は勝-敗(番勝負/PO含まず)。 順位戦の右数字はクラス内順位 ( x当期降級点 / *累積降級点 / +降級点消去 ) 順位戦の「F編」はフリークラス編入 /「F宣」は宣言によるフリークラス転出。 竜王戦の 太字 はランキング戦優勝、竜王戦の 組(添字) は棋士以外の枠での出場。 |                  |                  |                  |                  |                  |                  |                  |                  |                  |                  |                  |                  |                  |                  |                  |                  |                  |                  |

### 年度別成績
| 年度             | 対局数 | 勝数 | 負数 | 勝率   | (出典) |
| ---------------- | ------ | ---- | ---- | ------ | ------ |
| 2012             | 6      | 3    | 3    | 0.5000 | [ 19 ] |
| 2013             | 32     | 12   | 20   | 0.3750 | [ 20 ] |
| 2014             | 30     | 13   | 17   | 0.4333 | [ 21 ] |
| 2015             | 35     | 17   | 18   | 0.4857 | [ 22 ] |
| 2016             | 29     | 14   | 15   | 0.4827 | [ 23 ] |
| 2017             | 32     | 15   | 17   | 0.4687 | [ 24 ] |
| 2018             | 37     | 18   | 19   | 0.4864 | [ 25 ] |
| 2019             | 41     | 21   | 20   | 0.5121 | [ 26 ] |
| 2020             | 32     | 14   | 18   | 0.4375 | [ 27 ] |
| 2012-2020 (小計) | 274    | 127  | 147  |        |        |
| 年度             | 対局数 | 勝数 | 負数 | 勝率   | (出典) |
| 2021             | 26     | 8    | 18   | 0.3076 | [ 28 ] |
| 2022             | 28     | 13   | 15   | 0.4642 | [ 29 ] |
| 2023             | 27     | 9    | 18   | 0.3333 | [ 30 ] |
| 2021-2023 (小計) | 81     | 30   | 51   |        |        |
| 通算             | 355    | 157  | 198  | 0.4422 | [ 31 ] |
| 2023年度まで     |        |      |      |        |        |

### その他の記録
- 棋士番号2桁の棋士と対戦した最後の敗者

第34期竜王戦 5組残留決定戦＝対 桐山清澄九段 戦（※桐山は当時唯一の棋士番号2桁の現役棋士）

## 著書
- 「矢倉新時代の主流・早囲い完全ガイド」 (マイナビ将棋BOOKS)2016.4.14

## 出演

### ウェブテレビ
- チーム対抗 詰将棋カラオケ（2018年4月9日、ニコニコ生放送）[32]